# La horca de Hagbard
Se conoce como  horca de Hagbard a un monumento megalítico formado por dos parejas de menhires, a 50 m de distancia cada grupo, ubicados en Asige, Halland (Suecia). El monumento probablemente fue construido durante la Edad del Bronce. Las piedras poseen petroglifos, algunos descubiertos en el siglo XVIII y otros en tiempos modernos, destacando una marca de cazoleta y anillos que se encuentra en uno de los menhires de mayor altura.
El nombre se debe a la leyenda de Hagbard y Signy, con la cual también están relacionados otros yacimientos cercanos.